# Tavriiske, Iakîmivka
Tavriiske (în ucraineană Таврійське) este localitatea de reședință a comunei Cervonoarmiiske din raionul Iakîmivka, regiunea Zaporijjea, Ucraina.

## Demografie
Componența lingvistică a localității Tavriiske
     Rusă (74,73%)
     Ucraineană (24,69%)
     Alte limbi (0,34%)
Conform recensământului din 2001, majoritatea populației localității Tavriiske era vorbitoare de rusă (74,73%), existând în minoritate și vorbitori de ucraineană (24,69%).